# Tryptophanyl-ARNt synthétase
 (juin 2017).
La tryptophanyl-ARNt synthétase est une ligase qui catalyse la réaction :
ATP + L-tryptophane + ARNtTrp  {\displaystyle \rightleftharpoons }  AMP + pyrophosphate + L-tryptophanyl-ARNtTrp.
Cette enzyme assure la fixation du tryptophane, l'un des 22 acides aminés protéinogènes, sur son ARN de transfert, noté ARNtTrp, pour former l'aminoacyl-ARNt correspondant, ici le tryptophanyl-ARNtTrp.